# Chamma
 (janvier 2021).
Une chamma (amharique : ሻማ) est une toge traditionnelle éthiopienne. Pour indiquer un deuil, elles sont nouées autour de la taille. De couleur blanche, des motifs ou le drapeau éthiopien décorent généralement la bordure.